# Harquency
Harquency est une commune française située dans le département de l'Eure en région Normandie.

## Géographie

### Localisation
Harquency est un village du Vexin normand, jouxtant par l'est des Andelys et situé à 47 km au sud-est de Rouen, 8 km de Vernon et 17 km à l'ouest de Magny-en-Vexin.
La commune se trouve dans l'aire d'attraction des Andelys ainsi que dans son bassin de vie, et dans la zone d'emploi de Vernon - Gisors

### Communes limitrophes
Les communes limitrophes sont  Frenelles-en-Vexin, Guiseniers, Les Andelys, Mouflaines, Richeville et Vexin-sur-Epte.
|             | Boisemont  | Suzay Richeville |
| Les Andelys | Harquency  | Mouflaines       |
|             | Guiseniers | Vexin-sur-Epte   |

### Hydrographie
La commune est située dans le bassin Seine-Normandie. Elle est drainée par le Cambon,.

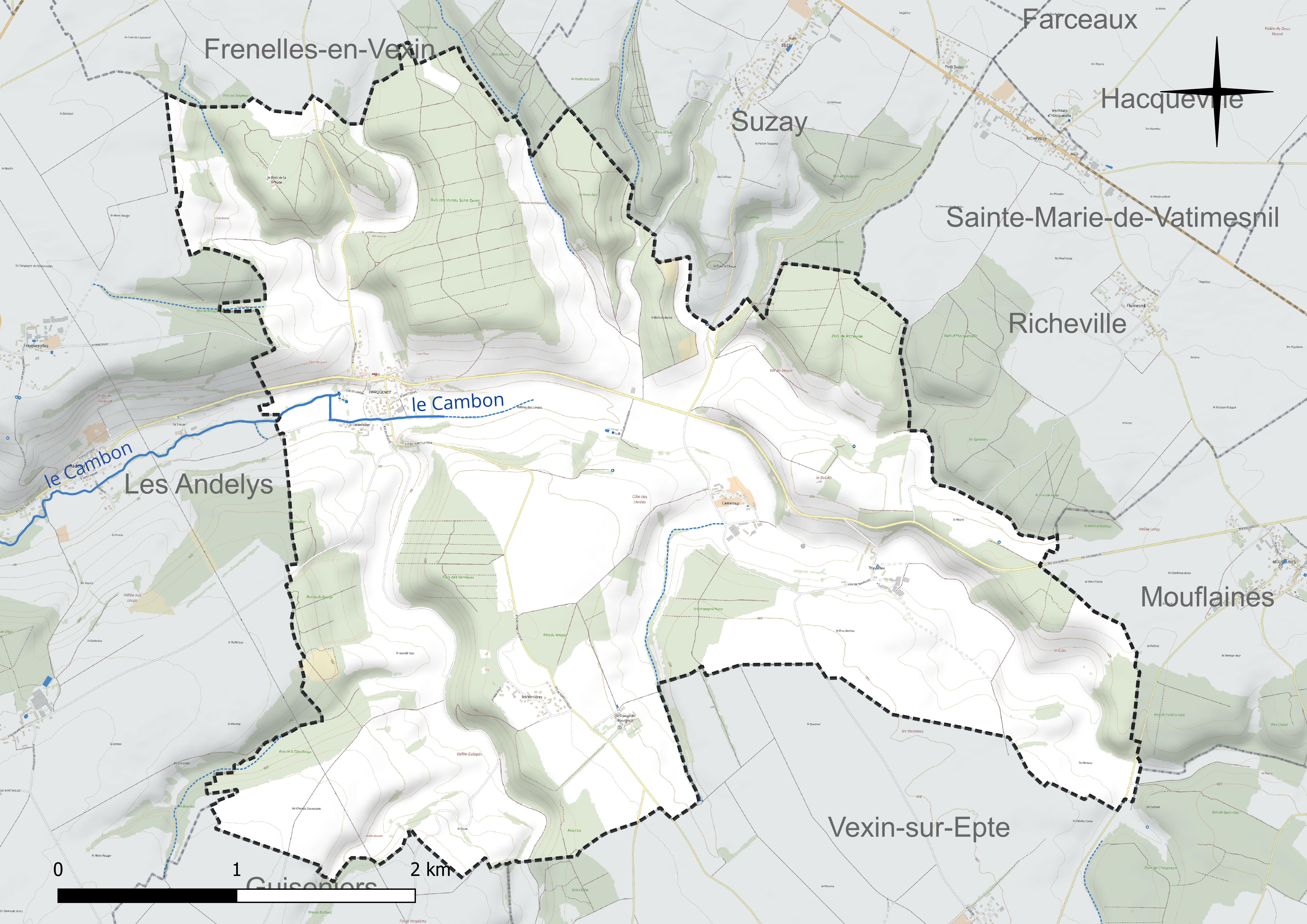
Réseau hydrographique d'Harquency.

### Climat
Pour des articles plus généraux, voir Climat de la Normandie et Climat de l'Eure.
En 2010, le climat de la commune est de type climat océanique dégradé des plaines du Centre et du Nord, selon une étude du CNRS s'appuyant sur une série de données couvrant la période 1971-2000. En 2020, Météo-France publie une typologie des climats de la France métropolitaine dans laquelle la commune est exposée à un climat océanique et est dans une zone de transition entre les régions climatiques « Sud-ouest du bassin Parisien » et « Côtes de la Manche orientale ». Parallèlement le GIEC normand, un groupe régional d’experts sur le climat, différencie quant à lui, dans une étude de 2020, trois grands types de climats pour la région Normandie, nuancés à une échelle plus fine par les facteurs géographiques locaux. La commune est, selon ce zonage, exposée à un « climat des plateaux abrités », correspondant aux plaines agricoles de l’Eure, avec une pluviométrie beaucoup plus faible que dans la plaine de Caen en raison du double effet d’abri provoqué par les collines du Bocage normand et par celles qui s’étendent sur un axe du Pays d'Auge au Perche.
Pour la période 1971-2000, la température annuelle moyenne est de 10,7 °C, avec une amplitude thermique annuelle de 14,4 °C. Le cumul annuel moyen de précipitations est de 746 mm, avec 12 jours de précipitations en janvier et 8,1 jours en juillet. Pour la période 1991-2020, la température moyenne annuelle observée sur la station météorologique la plus proche, située sur la commune d'Étrépagny à 11 km à vol d'oiseau, est de 11,3 °C et le cumul annuel moyen de précipitations est de 774,0 mm,. Pour l'avenir, les paramètres climatiques de la commune estimés pour 2050 selon différents scénarios d’émission de gaz à effet de serre sont consultables sur un site dédié publié par Météo-France en novembre 2022.

## Urbanisme

### Typologie
Au 1er janvier 2024, Harquency est catégorisée commune rurale à habitat dispersé, selon la nouvelle grille communale de densité à 7 niveaux définie par l'Insee en 2022.
Elle est située hors unité urbaine. Par ailleurs la commune fait partie de l'aire d'attraction des Andelys, dont elle est une commune de la couronne,. Cette aire, qui regroupe 7 communes, est catégorisée dans les aires de moins de 50 000 habitants,.

### Occupation des sols

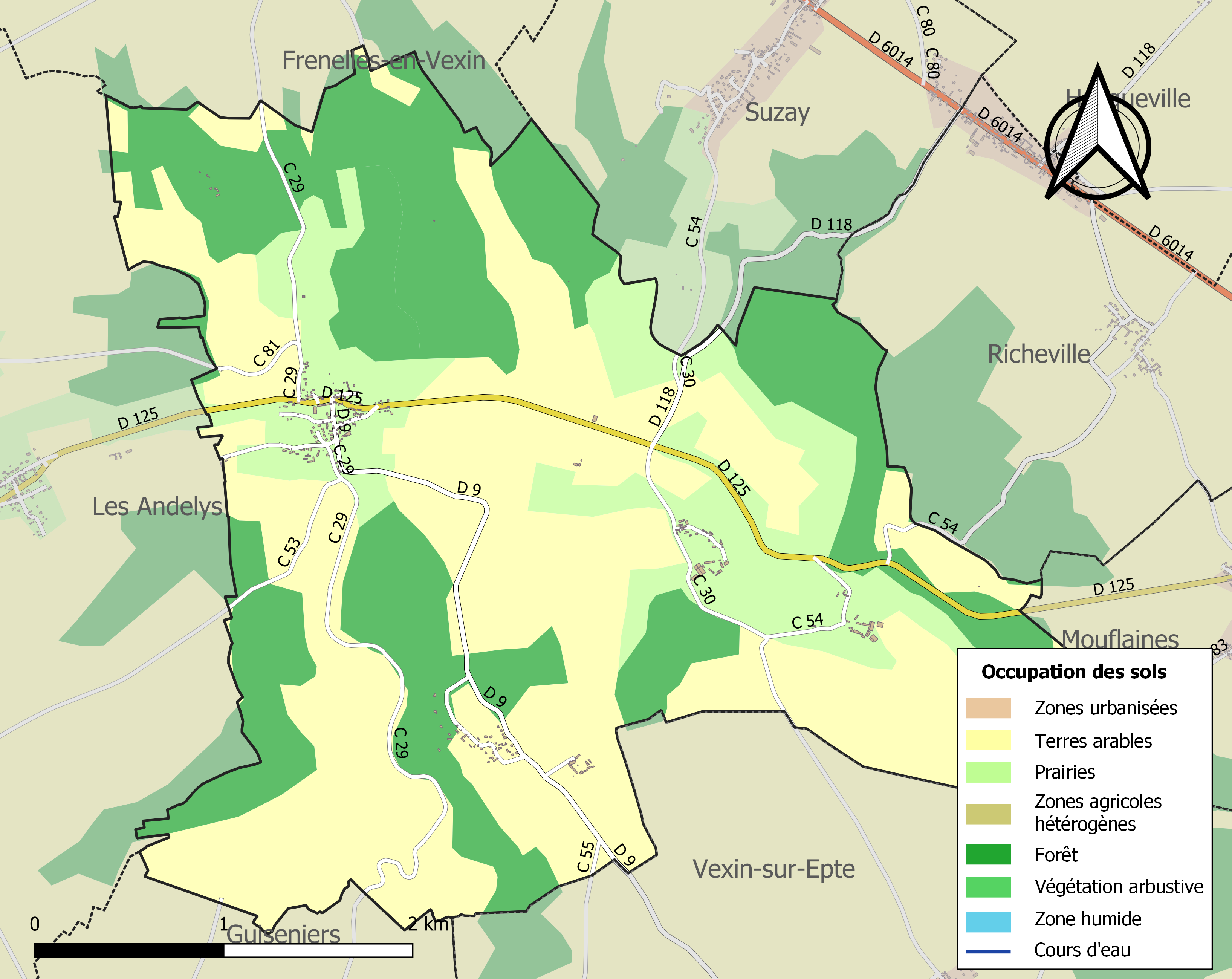
Carte des infrastructures et de l'occupation des sols de la commune en 2018 (CLC).

L'occupation des sols de la commune, telle qu'elle ressort de la base de données européenne d’occupation biophysique des sols Corine Land Cover (CLC), est marquée par l'importance des territoires agricoles (67,5 % en 2018), une proportion sensiblement équivalente à celle de 1990 (67,1 %).
La répartition détaillée en 2018 est la suivante : terres arables (49,3 %), forêts (32,5 %), prairies (18,1 %).
L'évolution de l’occupation des sols de la commune et de ses infrastructures peut être observée sur les différentes représentations cartographiques du territoire : la carte de Cassini (XVIIIe siècle), la carte d'état-major (1820-1866) et les cartes ou photos aériennes de l'IGN pour la période actuelle (1950 à aujourd'hui).

### Lieux-dits, hameaux et écarts
Harquency compte un hameau, Canteloup.

### Habitat et logement
En 2021, le nombre total de logements dans la commune était de 139, alors qu'il était de 126 en 2016 et de 117 en 2011.
Parmi ces logements, 84,8 % étaient des résidences principales, 9,4 % des résidences secondaires et 5,8 % des logements vacants. Ces logements étaient pour 94,2 % d'entre eux des maisons individuelles et pour 4,4 % des appartements.
Le tableau ci-dessous présente la typologie des logements à Harquency en 2021 en comparaison avec celle de l'Eure et de la France entière. Une caractéristique marquante du parc de logements est ainsi une proportion de résidences secondaires et logements occasionnels (9,4 %) supérieure à celle du département (6,2 %) mais inférieure à celle de la France entière (9,7 %).
| Typologie                                               | Harquency | Eure | France entière |
| ------------------------------------------------------- | --------- | ---- | -------------- |
| Résidences principales (en %)                           | 84,8      | 85,8 | 82,2           |
| Résidences secondaires et logements occasionnels (en %) | 9,4       | 6,2  | 9,7            |
| Logements vacants (en %)                                | 5,8       | 8    | 8,1            |

### Voies de communication et transports
Le village  est aisément accessible par l'ancienne route nationale 14 (actuelle RD 6014).

## Toponymie
Le nom de la localité est attesté sous la forme Archenceium en 1174 (charte de Robert de Vernon), Archenchium en 1219 (charte de Robert Crespin), Arguenchie en 1221 (archives nationales), Arquenciacum en 1223 (charte de Guillaume Crespin), Arquenceium en 1226 (titre de la commanderie de Bourgoult), Herquenceium en 1269, Erquenci en 1308 (charte de Philippe le Bel), Arquensi en 1381 (aveu du comte de Tancarville), Erquenchy en 1409, Ocquenchy en 1435 (comptes de l’archevêché de Rouen), Arcanchy en 1454 (aveux de la châtellerie de Gisors ; archives nationales), Ecquenchy en 1501 (aveu de Georges d’Amboise), Arcancy au XVIe siècle (généal. des Jubert), Arequency en 1610 (épitaphe de Marie Maugirard), Arsancy en 1631 (Tassin, Plans et profils), Harquency en 1722 (Masseville), Arquency en 1738 (Saas), Arcancy en 1790 (magasin normand), Arquencey en 1792 (1er suppl. à la liste des émigrés).

## Histoire

### Moyen Âge
L'abbé Porée indiquait qu'en 1865 est découvert à Harquency « un tombeau mérovingien dont une face représentait Hercule terrassant le lion de Nemée. Ce bas-relief, provenant sans doute d'un temple on d'un autel, est bien gallo-romain ».
Harquency faisait partie du domaine d'Étrépagny qui appartient en 1219 à Guillaume Crespin. Cette année-là, il y fonde une commanderie de templiers[réf. nécessaire]. 

### Époque contemporaine
En 1842, la commune de Travailles, instituée par la Révolution française, est réunie à celle d'Harquency.
En 1849, M. Langlois voit son droit à exploiter un moulin à Harquennoy confirmé.

## Politique et administration

### Rattachements administratifs et électoraux

#### Rattachements administratifs
La commune se trouve dans l'arrondissement des Andelys du département de l'Eure.
Elle faisait partie depuis 1801 du canton des Andelys. Dans le cadre du redécoupage cantonal de 2014 en France, cette circonscription administrative territoriale a disparu, et le canton n'est plus qu'une circonscription électorale.

#### Rattachements électoraux
Pour les élections départementales, la commune est membre depuis 2014 du  canton des Andelys
Pour l'élection des députés, elle fait partie de la cinquième circonscription de l'Eure.

### Intercommunalité
Harquency était membre de la communauté de communes des Andelys et de ses environs, un établissement public de coopération intercommunale (EPCI) à fiscalité propre créé fin 2002 et auquel la commune avait transféré un certain nombre de ses compétences, dans les conditions déterminées par le code général des collectivités territoriales.
Dans le cadre des dispositions de la loi portant nouvelle organisation territoriale de la République du 7 août 2015, qui prévoit que les établissements publics de coopération intercommunale (EPCI) à fiscalité propre doivent avoir un minimum de 15 000 habitants, cette intercommunalité a fusionné avec ses voisines pour former, le 1er janvier 2017, la communauté d'agglomération dénommée Seine Normandie Agglomération dont est désormais membre la commune.

### Liste des maires
| Période                                  | Période   | Identité                  | Étiquette | Qualité                                                            |
| ---------------------------------------- | --------- | ------------------------- | --------- | ------------------------------------------------------------------ |
| Les données manquantes sont à compléter. |           |                           |           |                                                                    |
|                                          |           |                           |           |                                                                    |
|                                          | 1816      | Louis Michel              |           |                                                                    |
| 1816                                     | 1831      | Jean Baptiste Coutil      |           |                                                                    |
| 1832                                     | 1835      | Jacques Béguin            |           |                                                                    |
| 1835                                     | 1837      | Isidore Michel            |           |                                                                    |
| 1837                                     | 1840      | Baptiste Augustin Lemaire |           |                                                                    |
| 1840                                     | 1849      | Isidore Michel            |           |                                                                    |
| 1849                                     | 1850      | Romain Marinier           |           |                                                                    |
| 1850                                     | 1851      | Pierre François Gadouleau |           |                                                                    |
| 1851                                     | 1852      | Jean Pigache              |           |                                                                    |
| 1852                                     | 1865      | Pierre Désiré Canivet     |           |                                                                    |
| 1865                                     | 1885      | Denis Dujardin            |           |                                                                    |
| 1885                                     | 1899      | Clément Célestin Michel   |           |                                                                    |
| 1899                                     |           | Paul Belhoste             |           |                                                                    |
|                                          |           |                           |           |                                                                    |
| mars 1989                                | mars 2001 | André Vandecandelaere     |           |                                                                    |
| mars 2001                                | 2014      | Jean-Claude Blanchard     |           | Agriculteur                                                        |
| 2014                                     | mai 2020  | Sylvie Goin               | DVD       | Fonctionnaire                                                      |
| mai 2020                                 | mai 2022  | Quentin Bacon             |           | Directeur de magasin de jouets en région parisienne Démissionnaire |
| juillet 2022                             | En cours  | Christian Fournial        |           |                                                                    |

## Équipements et services publics

### Eau et déchets
L'adduction en eau potable de la commune est assurée par le Syndicat intercommunal des eaux du Vexin Normand (SIEVN) qui y a installé en 2017 une installation de décarbonatation catalytique à la soude afin de réduire la dureté de l'eau distribuée.

### Enseignement
Une école de cinéma pour enfants, adolescents et adultes  animée par l'Association Verrières studio cinéma (AVSC) a ouvert en 2023 au hameau des Verrières,

## Population et société
Les habitants sont appelés les Harquencéens et les  Harquencéennes .

### Démographie
L'évolution du nombre d'habitants est connue à travers les recensements de la population effectués dans la commune depuis 1793. Pour les communes de moins de 10 000 habitants, une enquête de recensement portant sur toute la population est réalisée tous les cinq ans, les populations de référence des années intermédiaires étant quant à elles estimées par interpolation ou extrapolation. Pour la commune, le premier recensement exhaustif entrant dans le cadre du nouveau dispositif a été réalisé en 2005.

En 2022, la commune comptait 273 habitants, en évolution de +3,8 % par rapport à 2016 (Eure : −0,25 %, France hors Mayotte : +2,11 %).
| 1793 | 1800 | 1806 | 1821 | 1831 | 1836 | 1841 | 1846 | 1851 |
| ---- | ---- | ---- | ---- | ---- | ---- | ---- | ---- | ---- |
| 177  | 227  | 250  | 255  | 282  | 277  | 296  | 521  | 313  |

| 1856 | 1861 | 1866 | 1872 | 1876 | 1881 | 1886 | 1891 | 1896 |
| ---- | ---- | ---- | ---- | ---- | ---- | ---- | ---- | ---- |
| 297  | 311  | 290  | 270  | 278  | 251  | 232  | 220  | 225  |

| 1901 | 1906 | 1911 | 1921 | 1926 | 1931 | 1936 | 1946 | 1954 |
| ---- | ---- | ---- | ---- | ---- | ---- | ---- | ---- | ---- |
| 219  | 205  | 177  | 182  | 190  | 199  | 209  | 175  | 174  |

| 1962 | 1968 | 1975 | 1982 | 1990 | 1999 | 2005 | 2006 | 2010 |
| ---- | ---- | ---- | ---- | ---- | ---- | ---- | ---- | ---- |
| 177  | 117  | 131  | 140  | 183  | 237  | 267  | 264  | 270  |

| 2015 | 2020 | 2022 | - | - | - | - | - | - |
| ---- | ---- | ---- | - | - | - | - | - | - |
| 263  | 272  | 273  | - | - | - | - | - | - |

## Culture locale et patrimoine

### Lieux et monuments
- Église Notre-Dame à Travailles[32].
- Église Saint-Pierre[33] et croix de cimetière dans l'enclos[34].
- Presbytère, datant sans doute du XVIIe siècle[35].
- Croix de cimetière, près de l'église Saint-Pierre, datant sans doute du XVIIIe siècle[36].
- Ancienne commanderie templière[37] puis hospitalières à Bourgoult[38].
- Manoirs à Canteloup[39], un deuxième[40] et un dernier à Travailles[41].
- Maisons et fermes anciennes.